# امالیانداراف-الفانگ
امالیانداراف-الفانگ (به آلمانی: Amaliendorf-Aalfang) یک شهر بازاری و municipality of Austria در اتریش است که در Gmünd District واقع شده‌است.

## جغرافیا
امالیانداراف-الفانگ در Waldviertel در اتریش سفلی واقع شده است. این منطقه از شهر بازار را پوشش می دهد که 8.04 کیلومتر مربع می باشد، 41.38٪ از منطقه جنگلی است.

### جوامع مؤسسان
سه روستا منطقه شهری را پوشش می دهد .( جمعیت پایه 2011 اکتبر 31 [1]):
آلفانگ 353
آمالیندورف 736
فالکندورف 42
جامعه متشکل از کاداستر Aalfang، Amaliendorf و Falkendorf.